# Imma niveiciliella
Imma niveiciliella is een vlinder uit de familie van de Immidae. De wetenschappelijke naam van de soort is voor het eerst geldig gepubliceerd in 1885 door Pieter Snellen.